# Fylde (borough)
Fylde – dystrykt w hrabstwie Lancashire w Anglii.

## Miasta
- Kirkham
- Lytham St Anne’s
- Medlar with Wesham

## Inne miejscowości
Bryning-with-Warton, Clifton, Elswick, Freckleton, Great Plumpton, Hall Cross, Higher Ballam, Little Eccleston-with-Larbreck, Little Plumpton, Lower Ballam, Moss Side, Newton-with-Scales, Peel, Salwick, Singleton, Staining, Treales Roseacre and Wharles, Warton, Weeton-with-Preese, Westby, Wrea Green.